# Саккардо, Франческо
Франческо Саккардо (итал. Francesco Saccardo; 1869—1896) — итальянский ботаник и миколог, племянник Пьера Андреа Саккардо.

## Биография
Франческо Саккардо родился 7 июля 1869 года в Вольпаго-дель-Монтелло в семье Антонио Саккардо. Начальное образование получал в Тревизо, затем учился естественным наукам в Падуанском университете, в 1892 году окончил его со степенью магистра наук.
В 1895 году Франческо устроился на работу ассистентом в школу экологии и виноградарства в Авеллино.
6 октября 1896 года Франческо Саккардо скоропостижно скончался.
Франческо Саккардо издал несколько публикаций по лихенологии вместе с Адриано Фьори и Августо Наполеоне Берлезе.

## Некоторые научные работы
- Saccardo, F. Saggio di una flora analitica dei licheni del Veneto. — Padova, 1894. — 164 p.
- Saccardo, F. Florula del Montello. — Padova, 1895. — 15 p.